# Палу (Долина Аосте)
Палу је насеље у Италији у округу Долина Аосте, региону Долина Аосте.
Према процени из 2011. у насељу је живело 73 становника. Насеље се налази на надморској висини од 712 м.